# Fanarioti

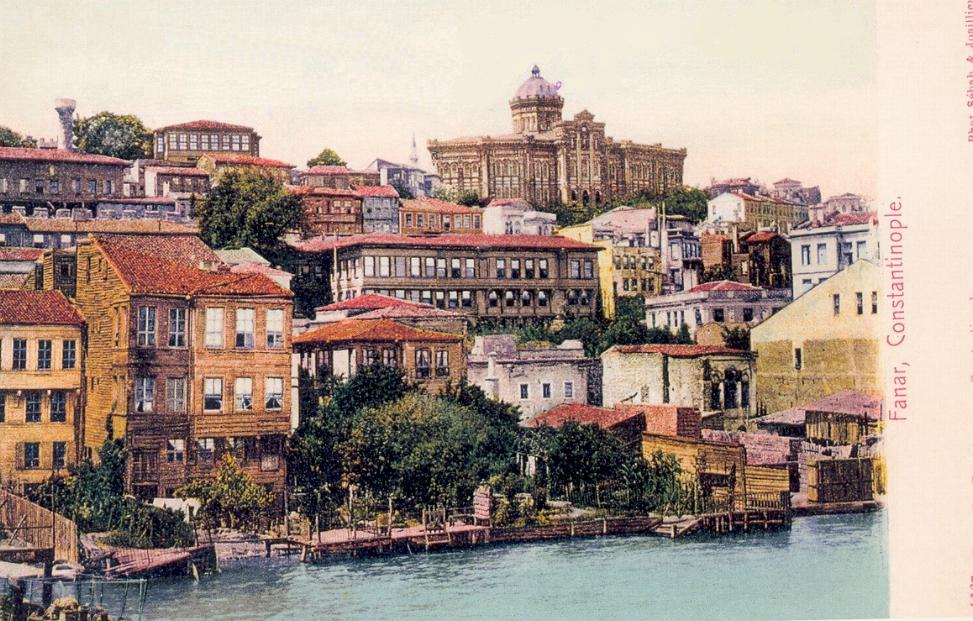
Il quartiere del Fener a Istanbul, dominato dal Fener Rum Lisesi, l'antico liceo greco di Costantinopoli costruito sul sito del faro bizantino; ai suoi piedi il Patriarcato ecumenico di Costantinopoli.

I fanarioti (in greco Φαναριώτες?, fanariótes) erano un gruppo di influenti famiglie dell'impero ottomano di origine greca o ellenizzate, alcune delle quali discendenti probabilmente da antiche famiglie bizantine di Costantinopoli o di Trebisonda, altre dalle isole del mare Egeo, dell'Epiro, altre ancora albanesi, romene o levantine.
Il nome fanarioti deriva dal termine greco Φανάρι, Faro, ovvero il quartiere di Istanbul in cui essi prevalentemente vivevano, e oggi noto come Fener.

## Storia
Dopo la conquista ottomana di Costantinopoli nel 1453, il Fanar divenne il quartiere del patriarcato e dei cristiani ortodossi.
Con tempo alcuni di essi raggiunsero posizioni molto importanti all'interno dell'amministrazione dell'impero: istruiti e poliglotti, spesso inviati a Padova per laurearsi in medicina o legge e imparare le lingue europee, dal 1661 al 1821 i fanarioti furono Grandi Dragomanni della Sublime porta, cioè interpreti in capo dell'amministrazione ottomana; ciò che permise loro di dirigere col titolo di reis effendi la politica estera dell'Impero ottomano.
Questa funzione li portò poco a poco a dirigere le isole dell'Egeo e a ricoprire dal 1715 al 1821 la carica di Hospodar o Voivoda dei Principati danubiani (Moldavia e Valacchia) e poi dal 1835 al 1906 quella di Principe di Samo.
Il loro ruolo perse d'importanza dopo la guerra d'indipendenza greca, alla quale molti fanarioti presero parte attiva, e poi venne meno con la dissoluzione dell'Impero ottomano. In seguito molte delle famiglie fanariote si stabilirono in Romania (come i Ghica e i Soutzos), in Russia (come i Mourousi, diventati principi russi, da cui discendono lo scrittore francese Paul Mourousy (1915-2002) e il giornalista francese Yves Mourousi (1942-1998)), in Grecia (come i Manos) e perfino in Francia (come i Paleologo, un cui discendente Maurice Paléologue (1859-1944), fu ambasciatore di Francia a Sofia e a San Pietroburgo e Segretario generale del Ministero francese degli Affari esteri).

## Principali famiglie fanariote
(Il segno † indica che la famiglia è estinta.)
- Adossides
- Argiropuli (Argyropoulos - Αργυρόπουλος)
- Aristarchi †
- Balassaki †
- Callimachi (originariamente una famiglia di boiardi moldavi)
- Canano †
- Cantacuzini (famiglia che discenderebbe dai Cantacuzeni di Bisanzio)
- Caragea (famiglia che discenderebbe dai Karatzas bizantini)
- Caratheodori (Carathéodòris, Karathéodòris)
- Carophyle †
- Chrisoscoleo
- Dimaki †
- Evpraghioti†
- Ghica (Ghyka, Ghika, famiglia originaria dell'Epiro, di ascendenza albanese)
- Giuliano (Giuliano-Paleologo) o Glaviano (Regno di Candia)
- Hangeri †
- Hrisoverghi (famiglia romena)
- Iancoleos † (già Della Rocca, famiglia latina, cioè cattolica, di Naxos)
- Kavadas (Kavvadas di Scio)
- Lahovary (famiglia romena)
- Lambrino (famiglia romena)
- Lapithi (famiglia cretese)
- Mamona
- Manos (Mano, famiglia originaria di Kastoria, nell'Epiro)
- Maurocordato (Mavrocordato, Mavrocordat)
- Mavrodi (famiglia romena)
- Mavrogeni †
- Moronà †
- Moruzzi (Moruzi, Mourousi, Mourousis, Mourousy, famiglia originaria di Mourousa, presso Trebisonda)
- Musurus
- Negri (Negris) †
- Paladà (famiglia cretese)
- Paleologo † (famiglia romena che pretendeva discendere dai Paleologi di Bisanzio ma che deriva dai Guliano)
- Plaginò †
- Photiades
- Racovitza (Racoviță, famiglia nobile valacca)
- Rallet (famiglia romena)
- Ralli (Rallis, famiglia di Bisanzio)
- Ramadan†
- Rizo-Neroulo †
- Rizo-Rangavi
- Romalo (famiglia romena)
- Rosetti (Ruset o Russeti, famiglia levantina)
- Scanavi
- Schina
- Souldjaroglou †
- Soutzo (Soutzos, Suțu, Sutzu, famiglia romena di probabile ascendenza arumena)
- Tzouki †
- Vacarescu
- Vatatzes †
- Ventura (famiglia romena)
- Vlahoutzi (famiglia romena)
- Vlasto (famiglia cretese)
- Vogoridi †
- Ypsilanti (Ipsilanti)

## Fanarioti Principi di Samo
- Alessandro Callimachi (1852-1854), figlio del Principe di Moldavia Scarlat Callimachi
- Ion Ghica (1854-1858), abiatico del Principe di Valacchia Gheorghe Ghica
- Miltiadis Stavraki Aristarchis (1858-1866), fratello del Gran Logoteta del Patriarcato
- Pavlos Mousouros (1866-1872), fratello dell'ambasciatore ottomano a Londra
- Konstantinos Adosidis (1872-1874 e 1878-1884)
- Konstantinos Photiadis (1874-1878), fratello dell'ambasciatore ottomano a Roma
- Alexandros Karatheodoris (1884-1894), rappresentante ottomano al Congresso di Berlino
- Stephanos Mousouros (1896-1899), in seguito ambasciatore ottomano a Roma e vizir
- Alexandros Mavrogenis (1902-1904), abiatico del Principe di Valacchia omonimo
- Konstantinos Karatheodoris (1906), figlio di Alèxandros